# Tuxá
El tuxá o tushá (també anomenat todela, rodela, carapató i payacú) és una llengua indígena del Brasil actualment extinta i parlada en el passat per membres del poble tuxá als estats brasilers de Bahia i Pernambuco. Un equip d'investigadors va aconseguir contactar, en 1961, dos ancians que recordaven algunes paraules de la llengua tuxá original. Actualment el grup ètnic té uns 1.600 membres, encara que tots ells usen actualment el portuguès.

## Distribució geogràfica
Curt Nimuendajú (1946) situa el territori dels tuxá en el segle xviii (al costat del d'un altre grup anomenat rodelas) enfront de la desembocadura del riu Pajeú al São Francisco, al costat del territori dels pankararú. A principis del segle XX els últims tuxá vivien a les localitats de Rodelas (Bahia) i Cabrobó (Pernambuco).
Rodelas (Bahia), és una localitat més o menys aïllada, pot arribar-se des de Belém do São Francisco en vehicle fins a Itacuruba, 30 aigües avall, i a partir d'aquí s'arriba a Rodelas en canoa recorrent 5 km aigües amunt. L'assentament indígena és una extensió del carrer principal de la ciutat de Glória, a la qual pertany Rodelas. La població indígena manté relacions tibants amb la població de Glória, pel fet que han existit alguns conflictes entre els dos grups. En aquest assentament viuen 200 indígenes que a penes disposa de l'Illa d'Asunción (d'uns 3 km de llarg per mig quilòmetre d'ample). L'única cosa que resta de la cultura pròpiament indígenes són les danses tradicionals, que ara es canten en portuguès havent-se abandonat per complet la llengua indígena. En 1961 cap dels membres entrevistats dels tuxá de Rodelas va ser capaç de recordar ni una paraula de la llengua tuxá. Encara que dues dones expulsades del grup que per aquesta època vivien en Juazeiro (Bahia) van ser capaces de recordar unes 30 paraules de l'idioma tuxá.
A Cabrobó (Pernambuco) es va trobar a algun tuxá que va recordar una paraula de la llengua, que feia més de 100 anys que no es parlava a la localitat. Aquest informant va explicar que el seu pare coneixia algunes paraules però que ja aquest havia usat sempre el portuguès com a llengua de comunicació usual.

## Vocabulari

### Loukotka (1968)
Loukotka (1968) dona una llista d'ítems bàsics de vocabulari.
| glossa | Tushá       |
| ------ | ----------- |
| orella | kramakeː    |
| dents  | takaí       |
| home   | zyunkurun   |
| sol    | enkeː       |
| lluna  | zyerõmeːkeː |
| terra  | zyerintin   |

### Pompeu (1958)
Vocabulari tuxá recollit per Antônio Likaro i Cordorina a Rodelas:
| Portuguès (original) | Anglès (traduït)  | Tuxá      |
| -------------------- | ----------------- | --------- |
| sol                  | sun               | enkê      |
| lua                  | moon              | jerõmêkê  |
| céu                  | sky               | eisrêmêkê |
| terra                | earth             | jerintin  |
| Rio São Francisco    | riu São Francisco | Kaleshí   |
| homem                | man               | junkurun  |
| mulher               | woman             | lãkãtí    |
| menino               | boy               | jití      |
| menina               | girl              | kaití     |
| cabelo               | hair              | tixí      |
| dente                | tooth             | takaí     |
| orelha               | ear               | kramákê   |
| cachimbo             | smoking pipe      | tôrú      |
| teiú                 | Tupinambis lizard | tishiriú  |